# René Vermandere
René Vermandere (Kortrijk 25 februari 1857 - Antwerpen 23 oktober 1944) was een Vlaams schrijver / dichter die soms onder het pseudoniem Wannes schreef. 

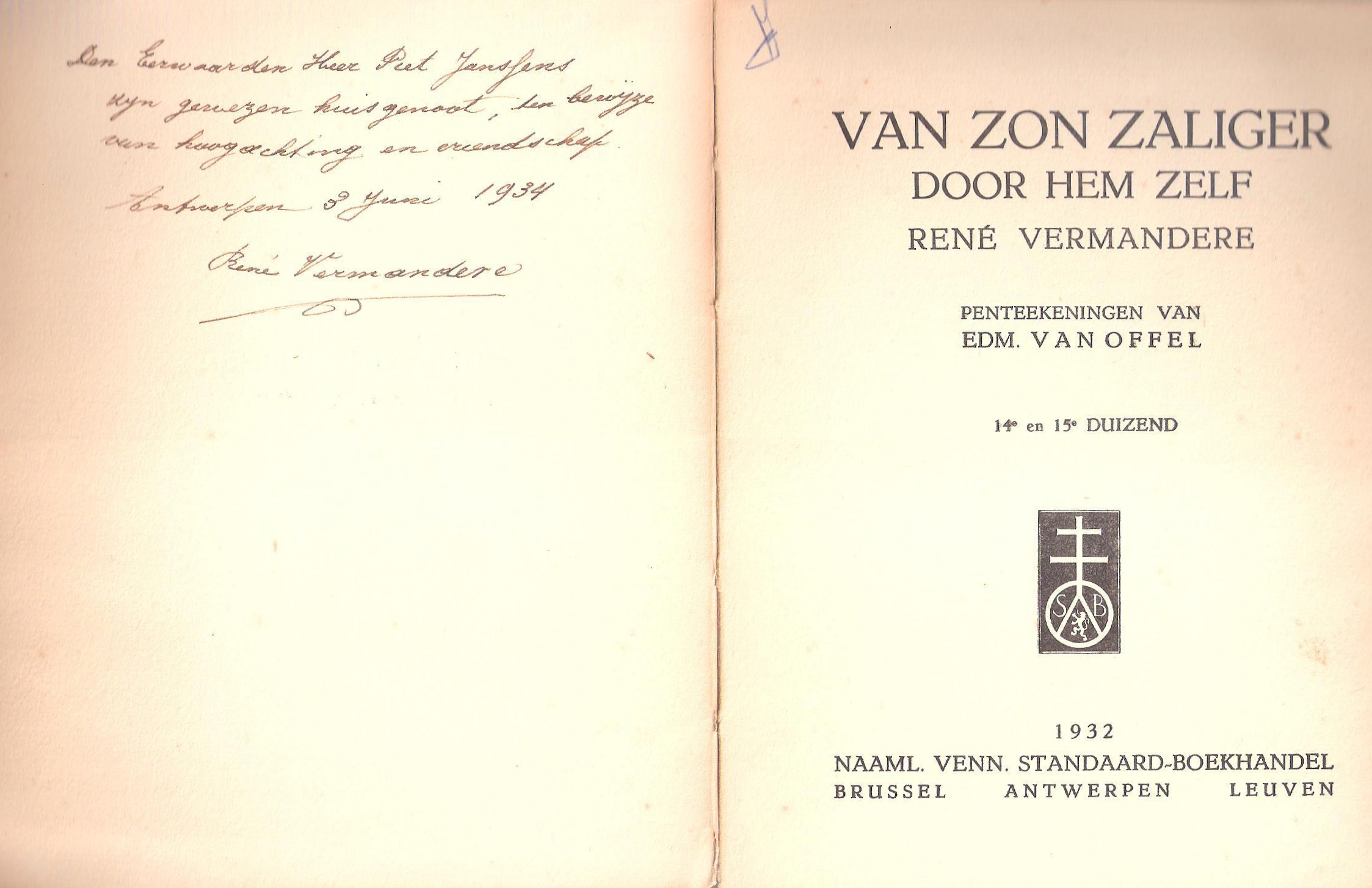
Titelblad van een door Vermandere gesigneerd exemplaar van Van Zon Zaliger

## Biografie
Hij werd geboren te Kortrijk als zoon van een bakker. Na een beperkt lager onderwijs moest hij noodgedwongen in de voetsporen van zijn vader de bakkerstiel bedrijven.  
Onder invloed van Peter Benoit en Guido Gezelle (van wie hij enkele gedichten toonzette  en die hem een beurs bezorgde voor de École de la Musique Réligieuse (ofwel het Lemmensinstituut), ging hij zich wat verdiepen in muziek, wat hij al na één jaar opgaf.
In 1889 vestigde hij zich als handelsreiziger te Borgerhout. In 1895 werd hij opsteller van de Gazet van Antwerpen. 
In de sleur van het leven schreef hij vele toneelstukken en novellen.
In oktober 1914, tijdens de Eerste Wereldoorlog, ontvluchtte hij met vrouw en twee kinderen het gebombardeerde Antwerpen. Zij werden met nog enkele lotgenoten opgenomen in de woning van Jan Baptist Janssens, schoolhoofd in Weurt.
Tijdens een bezoek van Koningin Wilhelmina aan België in 1911 werd hij door haar geëerd met het ridderkruis in de Orde van Oranje-Nassau. Ook ontving hij de pauselijke onderscheiding Pro Ecclesia et Pontifice.